# Rogo (Nigeria)
Rogo è una città della Nigeria appartenente allo Stato di Kano. È il capoluogo dell'omonima area a governo locale (local government area) che si estende su una superficie di 802 km² e conta una popolazione di 227.742 abitanti.